# Агустин Муньос Грандес
Агустин Муньос Грандес (на испански: Agustín Muñoz Grandes) е испански военачалник и държавен служител, генерал-капитан, участник в Гражданската война в Испания 1936—1939 г. и Втората световна война, командир на Синята дивизия. Воюва против СССР на съветско-германския фронт, министър на отбраната на Испания, вице президент и официален приемник на Франсиско Франко. Участва в блокадата на Ленинград. Умира на 11 юли 1970 г.